# ムテンカ
ムテンカとは、愛媛県西予市明浜町で製造しているウンシュウミカンのジュースである。
ストレートのみかんジュースであり、無添加であることから「ムテンカ」と名づけている。

## 解説
地元農家産のみかんを洗浄した後、搾汁した果実味いっぱいのみかんジュースとなる。
農家がそれぞれキャリー（運搬箱）で明浜町大早津にある「ふるさと創生館」（市営）に持ち込んだみかんを搾って、その生産者（農家）の名入りの瓶に詰めて、農家に引き渡す仕組み。びん代金等は有償。ラベルは統一ラベルながら、その右端には丹精込めてつくった生産者の名前が明記されている、「農家の顔が見える」ジュースといえる。
従来は、みかん農家が専ら親戚知人への贈答用として、非商業用に作っていた。現在では、贈答用のほか、明浜町営（現在は合併により西予市営）の観光交流施設である「はま湯」等で店頭販売しているほか、ふるさと特産品の詰め合わせ等で販売している。また、松山市等の一部酒販店等で時折販売される。
最近では、雑誌に取り上げられるなどして人気が上昇し、2004年9月には雑誌『BRUTUS』にて「おとり寄せジュース」部門で１位になった。